# Calliandra carcerea
Calliandra carcerea är en ärtväxtart som beskrevs av Paul Carpenter Standley och Julian Alfred Steyermark. Calliandra carcerea ingår i släktet Calliandra och familjen ärtväxter. Inga underarter finns listade i Catalogue of Life.